# Dolyna
Dolyna (en ukrainien : Долина) ou Dolina (en russe : Долина ; en polonais : Dolina) est une ville de l'oblast d'Ivano-Frankivsk, en Ukraine. Sa population s'élevait à 20 641 habitants en 2021.

## Géographie
Dolyna est située à 54 km à l'ouest d'Ivano-Frankivsk et à 498 km au sud-ouest de Kiev.

## Culture
Un musée de la culture boyko

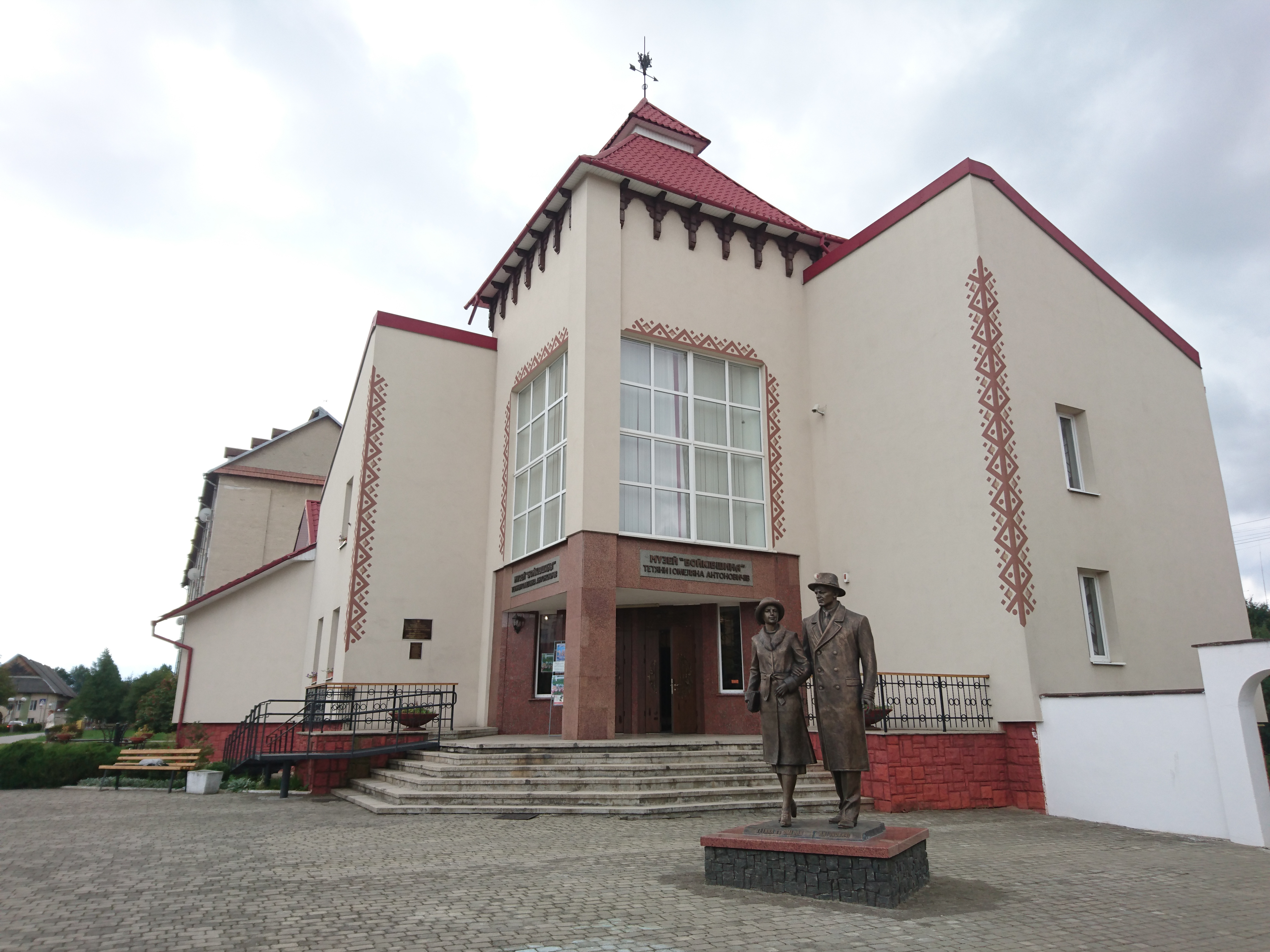
Musée boyko.
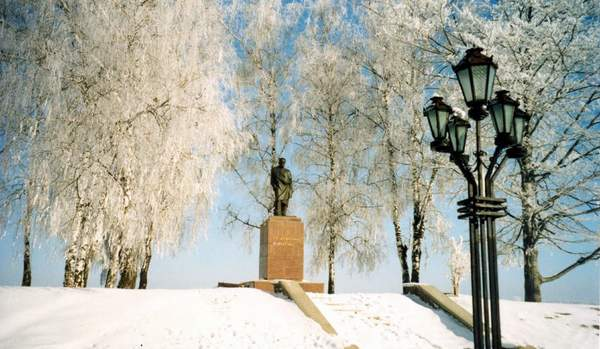
Monument à Taras Chevtchenko classé[2].
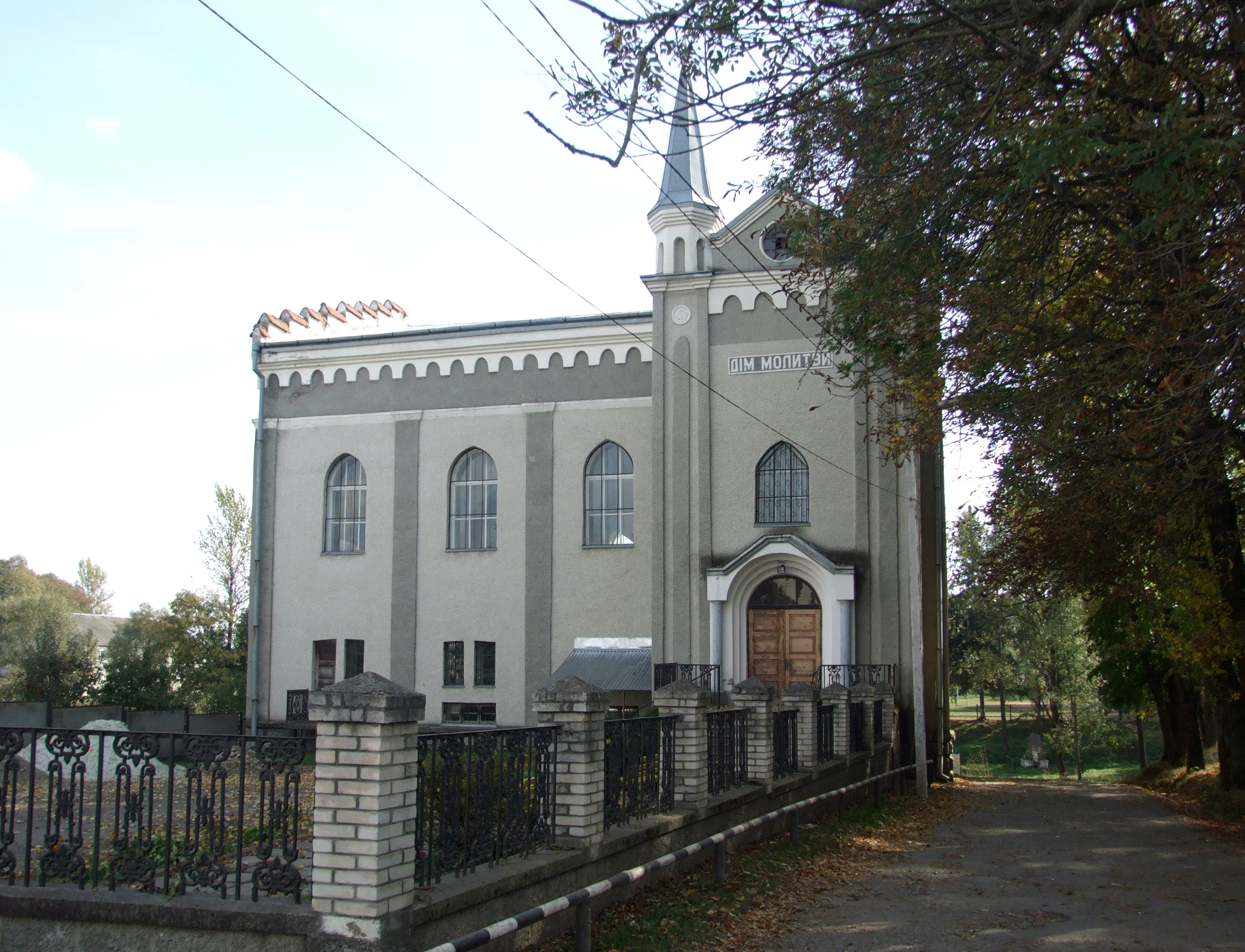
Synagogue classé[3].
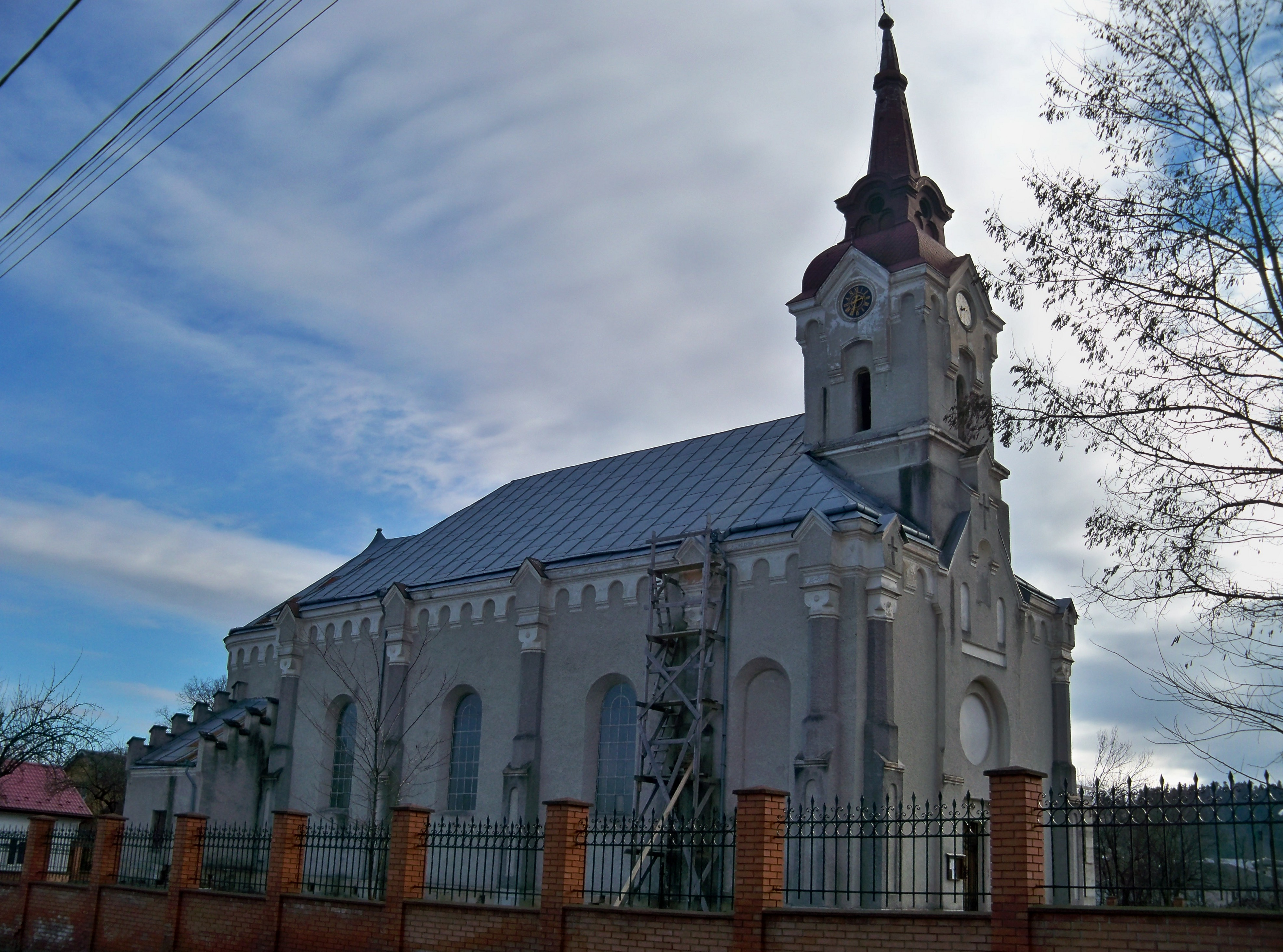
église de la nativité de la vierge Marie classé[4].

## Histoire

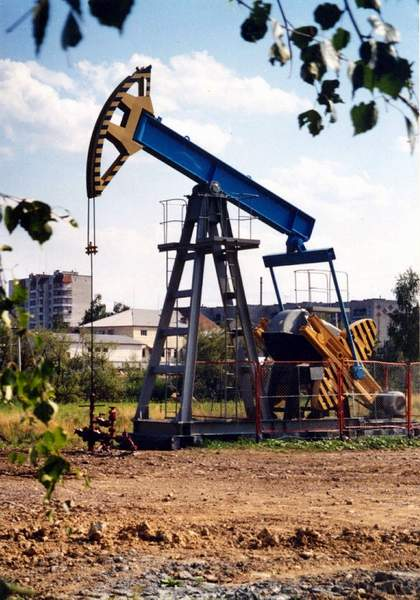
Extraction du pétrole.

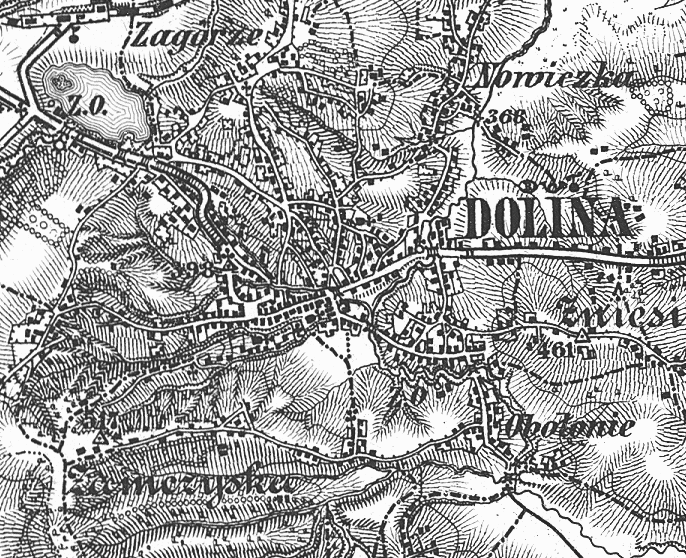
Carte de Dolina en 1877.

L'histoire connue de Dolyna remonte au Xe siècle, ce qui en fait l'une des plus anciennes villes de la région. La renommée de Dolyna s'étendit au XIVe siècle en raison de ses mines de sel. En 1349, elle passa sous la domination de la république des Deux Nations (Pologne-Lituanie). Le droit de Magdebourg lui fut accordé en 1525 ainsi que le droit de vendre le sel. En 1772, lors de la première partition de la Pologne, la ville fut incorporée à l'empire d'Autriche. Durant la seconde moitié du XIXe siècle, une voie ferrée relia Dolyna à Stryï et Stanislaviv.
Après l'effondrement de l'Empire austro-hongrois, en 1918, les nouveaux États polonais et ukrainien s'affrontèrent pour contrôler Dolyna, conflit remporté par la Pologne. Dans l'entre-deux-guerres, la ville avait une population de près de 10 000 habitants. Elle dépendait de la voïvodie de Stanisławów et était le chef-lieu du comté de Dolina. Les villages alentour étaient peuplés d'Allemands venus là à l'époque de l'empereur Joseph II. Dans les années 1930, la région de Dolyna connut une forte activité de l'Organisation des nationalistes ukrainiens (OUN) de Stepan Bandera.
Après la signature du Pacte germano-soviétique, Dolyna fut occupée par l'Armée rouge en septembre 1939, puis annexée par l'Union soviétique et incorporée à la république socialiste soviétique d'Ukraine. Pendant la Seconde Guerre mondiale, Dolyna fut occupée par l'Allemagne nazie du 3 juillet 1941 au 31 juillet 1944. Durant l'occupation de la ville, la communauté juive — qui comptait 2 488 membres en 1931 — fut exterminée dans le cadre de la Shoah par balles. En août 1941, des Juifs de Hongrie furent rassemblés et noyés dans le fleuve Dniestr. Au printemps 1942, 300 juifs furent assassinés dans la ville. Le 3 août 1942, 2 500 à 3 000 d'entre eux sont à leur tour exécutés tandis que d'autres étaient envoyés dans des camps de travail. La ville est libérée de l'occupation allemande par le premier front ukrainien de l'Armée rouge lors de l'offensive Lvov-Sandomir fin juillet 1944 et redevient soviétique.
Dans les années 1950, des gisements de pétrole furent découverts dans la région ; en 1958, ils fournissaient 65 pour cent du pétrole extrait en Ukraine. Depuis 1991, Dolyna fait partie de l'Ukraine indépendante.

## Population
Recensements (*) ou estimations de la population :
| 1939  | 1959* | 1970*  | 1979*  | 1989*  | 2001*  | 2010   |
| ----- | ----- | ------ | ------ | ------ | ------ | ------ |
| 3 900 | 6 535 | 14 311 | 18 182 | 22 680 | 20 906 | 20 473 |

| 2011   | 2012   | 2013   | 2014   | 2015   | 2016   | 2017   |
| ------ | ------ | ------ | ------ | ------ | ------ | ------ |
| 20 453 | 20 545 | 20 622 | 20 654 | 20 731 | 20 775 | 20 619 |

| 2021   | - | - | - | - | - | - |
| ------ | - | - | - | - | - | - |
| 20 641 | - | - | - | - | - | - |